# Epoch (album de Tycho)
Pour les articles homonymes, voir Epoch (homonymie).
Albums de Tycho
Awake
(2014)
Epoch est le cinquième album studio du musicien américain Tycho. Il a été lancé le 30 septembre 2016 par Ghostly International.

## Pistes
| 1.    | Glider    | 4:53 |
| 2.    | Horizon   | 4:09 |
| 3.    | Slack     | 4:11 |
| 4.    | Receiver  | 4:15 |
| 5.    | Epoch     | 5:45 |
| 6.    | Division  | 3:58 |
| 7.    | Source    | 4:18 |
| 8.    | Local     | 2:53 |
| 9.    | Rings     | 4:08 |
| 10.   | Continuum | 1:44 |
| 11.   | Field     | 2:40 |
| 42:50 |           |      |

## Réception
Epoch est globalement bien reçu malgré un album jugé très similaire à Awake et manquant de prises de risque malgré une plus grande présence de batterie,.